# Troisième circonscription de Lille
La troisième circonscription de Lille était l'une des 24 circonscriptions législatives françaises que comptait le département du Nord sous la  Troisième République  de 1876 à 1885, de 1889 à 1893, de 1893 à 1919 et de 1928 à 1940.

## La circonscription de 1876 à 1885

### Description géographique et démographique
La troisième circonscription de Lille était située à la périphérie de l'agglomération lilloise. Située entre la Belgique et le Pas-de-Calais, la circonscription est centrée autour de la ville de Roubaix. 
Elle regroupait les divisions administratives suivantes : canton de Roubaix-Est et le  canton de Roubaix-Ouest.

### Historique des députations
| Législature     | Début de mandat | Fin de mandat   | Député élu          | Parti politique     | Observations                                         |
| --------------- | --------------- | --------------- | ------------------- | ------------------- | ---------------------------------------------------- |
| 1re législature | 20 février 1876 | 24 avril 1876   | Jules Derégnaucourt | Union républicaine  | Décès du député Jules Derégnaucourt le 24 avril 1876 |
| 1re législature | 16 juillet 1876 | 25 juin 1877    | Achille Scrépel     | Gauche républicaine |                                                      |
| 2e législature  | 14 octobre 1877 | 27 octobre 1881 | Achille Scrépel     | Gauche républicaine |                                                      |
| 3e législature  | 21 août 1881    | 9 novembre 1885 | Achille Scrépel     | Gauche républicaine |                                                      |

## La circonscription de 1889 à 1893

### Description géographique et démographique
La troisième circonscription de Lille était située à la périphérie de l'agglomération lilloise. Située entre la Belgique et le Pas-de-Calais, la circonscription est centrée autour de la ville de Lille. 
Elle regroupait les divisions administratives suivantes : canton de Lille-Sud-Est ; canton d'Haubourdin et le  canton de Seclin.

### Historique des députations
| Législature    | Début de mandat   | Fin de mandat   | Député élu      | Parti politique | Observations |
| -------------- | ----------------- | --------------- | --------------- | --------------- | ------------ |
| 5e législature | 22 septembre 1889 | 14 octobre 1893 | Paul Le Gavrian |                 |              |

## La circonscription de 1893 à 1919

### Description géographique et démographique
La troisième circonscription de Lille était située à la périphérie de l'agglomération lilloise. Située entre la Belgique et le Pas-de-Calais, la circonscription est centrée autour de la ville de Lille. 
Elle regroupait les divisions administratives suivantes : canton de Lille-Est ; canton de Lille-Nord et le  canton de Lille-Nord-Est.

### Historique des députations
| Législature     | Début de mandat  | Fin de mandat   | Député élu     | Parti politique            | Observations                                  |
| --------------- | ---------------- | --------------- | -------------- | -------------------------- | --------------------------------------------- |
| 6e législature  | 3 septembre 1893 | 31 mai 1895     | Pierre Legrand | Opportuniste               | Décès du député Pierre Legrand le 31 mai 1895 |
| 6e législature  | 11 août 1895     | 31 mai 1898     | Jacques Sever  | Socialiste                 |                                               |
| 7e législature  | 22 mai 1898      | 31 mai 1902     | Paul Rogez     | Républicains progressistes |                                               |
| 8e législature  | 27 avril 1902    | 31 mai 1906     | Gustave Delory | Socialiste                 |                                               |
| 9e législature  | 6 mai 1906       | 31 mai 1910     | Gustave Delory | Socialiste                 |                                               |
| 10e législature | 8 mai 1910       | 31 mai 1914     | Gustave Delory | Socialiste                 |                                               |
| 11e législature | 26 avril 1914    | 7 décembre 1919 | Gustave Delory | Socialiste                 |                                               |

## La circonscription de 1928 à 1940

### Description géographique et démographique
La troisième circonscription de Lille était située à la périphérie de l'agglomération lilloise. Située entre la Belgique et le Pas-de-Calais, la circonscription est centrée autour de la ville de Lille. 
Elle regroupait les divisions administratives suivantes : canton de Lille-Nord et le  canton de Lille-Nord-Est.

### Historique des députations
| Législature     | Début de mandat | Fin de mandat | Député élu     | Parti politique         | Observations                                                                                    |
| --------------- | --------------- | ------------- | -------------- | ----------------------- | ----------------------------------------------------------------------------------------------- |
| 14e législature | 29 avril 1928   | 31 mai 1932   | Charles Coutel | URD                     |                                                                                                 |
| 15e législature | 8 mai 1932      | 31 mai 1936   | Charles Coutel | Fédération républicaine |                                                                                                 |
| 16e législature | 3 mai 1936      | 31 mai 1942   | Louis Masson   | SFIO                    | Un décret de juillet 1939 a prorogé jusqu'au 31 mai 1942 le mandat des députés élus en mai 1936 |